# 徳光和夫のTVフォーラム
『徳光和夫のTVフォーラム』（とくみつかずおのテレビフォーラム）は、日本テレビ系列局ほかで放送されていた日本テレビ製作の情報番組である。松下電器グループ一社提供。日本テレビ系列局では1984年10月7日から1988年12月25日まで放送。

## 概要
徳光和夫が司会を務めていた自身の冠番組。内容は、グルメ・温泉・冠婚葬祭・旅行などの生活情報の紹介とニュースの解説が中心だった。初期にはゲストを迎えてのトークコーナーもあり、第1回では高島忠夫を招いていた。
神奈川県横浜市にある放送ライブラリーには、この番組の記録映像が5本保存されている。
日本テレビ系列で松下電器グループ一社提供番組を放送するのは『Nationalドキュメンタリー特集』が1983年9月30日に終了して以来1年ぶりだった。

## 放送時間
いずれも日本標準時、日本テレビ系列局での放送時間。
- 日曜11:00 - 11:45（1984年10月7日 - 1985年12月22日）
- 日曜9:30 - 10:00（1986年1月5日 - 1988年12月25日）『ミユキ野球教室』と放送枠を交換。同時に放送枠が15分縮小。

冒頭30秒にカウキャッチャー扱いでナショナル・パナソニックのCMを放送してから開始するため、厳密には11:00:30→9:30:30のスタートとなる。

## 出演者
- 徳光和夫（当時日本テレビアナウンサー）：メイン司会を担当。
- 岡田美里
- 馬場憲治
- 加藤明美（当時日本テレビアナウンサー）

## スタッフ
- 構成：羽柴秀彦、村川克信、水谷和彦
- 演出：武田修、長沢郁朗、山根真吾、長谷川勉、湯谷幸司
- プロデューサー：武藤幸恵、冨尾捷二、稲垣利照、森宏子
- 制作：保坂武孝、白石重昭、冨尾捷二
- 製作著作：日本テレビ

## 放送局
系列は放送当時のもの。
| 放送対象地域   | 放送局         | 系列                                         | 備考                                         |
| -------------- | -------------- | -------------------------------------------- | -------------------------------------------- |
| 関東広域圏     | 日本テレビ     | 日本テレビ系列                               | 製作局                                       |
| 北海道         | 札幌テレビ     | 日本テレビ系列                               |                                              |
| 青森県         | 青森放送       | 日本テレビ系列 テレビ朝日系列                |                                              |
| 岩手県         | テレビ岩手     | 日本テレビ系列                               |                                              |
| 宮城県         | ミヤギテレビ   | 日本テレビ系列                               |                                              |
| 秋田県         | 秋田放送       | 日本テレビ系列                               |                                              |
| 山形県         | 山形放送       | 日本テレビ系列 テレビ朝日系列                |                                              |
| 福島県         | 福島中央テレビ | 日本テレビ系列                               |                                              |
| 山梨県         | 山梨放送       | 日本テレビ系列                               |                                              |
| 新潟県         | テレビ新潟     | 日本テレビ系列                               |                                              |
| 長野県         | テレビ信州     | テレビ朝日系列 日本テレビ系列                |                                              |
| 静岡県         | 静岡第一テレビ | 日本テレビ系列                               |                                              |
| 富山県         | 北日本放送     | 日本テレビ系列                               | [ 3 ]                                        |
| 石川県         | 北陸放送       | TBS系列                                      | 1986年1月12日より開始（日曜11:00から放送）。 |
| 福井県         | 福井放送       | 日本テレビ系列                               | [ 3 ]                                        |
| 中京広域圏     | 中京テレビ     | 日本テレビ系列                               |                                              |
| 近畿広域圏     | 読売テレビ     | 日本テレビ系列                               |                                              |
| 鳥取県・島根県 | 日本海テレビ   | 日本テレビ系列 テレビ朝日系列                |                                              |
| 広島県         | 広島テレビ     | 日本テレビ系列                               |                                              |
| 山口県         | 山口放送       | 日本テレビ系列 テレビ朝日系列                |                                              |
| 香川県・岡山県 | 西日本放送     | 日本テレビ系列                               |                                              |
| 徳島県         | 四国放送       | 日本テレビ系列                               |                                              |
| 愛媛県         | 南海放送       | 日本テレビ系列                               |                                              |
| 高知県         | 高知放送       | 日本テレビ系列                               |                                              |
| 福岡県         | 福岡放送       | 日本テレビ系列                               |                                              |
| 長崎県         | テレビ長崎     | フジテレビ系列 日本テレビ系列                |                                              |
| 熊本県         | 熊本放送       | TBS系列                                      | [ 5 ] [ 6 ]                                  |
| 大分県         | テレビ大分     | フジテレビ系列 日本テレビ系列 テレビ朝日系列 |                                              |
| 宮崎県         | テレビ宮崎     | フジテレビ系列 日本テレビ系列 テレビ朝日系列 |                                              |
| 鹿児島県       | 鹿児島テレビ   | フジテレビ系列 日本テレビ系列                |                                              |
| 沖縄県         | 沖縄テレビ     | フジテレビ系列                               |                                              |

### 補足
1986年1月に日本テレビで9:30放送開始になった後も、一部のネット局（特にクロスネット局）はしばらく11:00放送開始のまま、放送枠のみを30分に縮小して放送していた。